# Anahit (Zeitschrift)

Titelblatt der letzten Ausgabe von 1911

Anahit (armenisch Անահիտ) war eine armenischsprachige literarische Zeitschrift, die von Arschak Tschobanjan 1898 in Paris gegründet wurde. Sie erschien in drei Perioden: 1898–1911, 1929–1940 und 1946–1949.

## Geschichte
Anahit war ein bedeutendes Organ der armenischen Diaspora in Europa und veröffentlichte Werke armenischer Schriftsteller und Intellektueller, darunter Daniel Varoujan, Siamanto und Komitas. Die Zeitschrift verbreitete sich auch heimlich im Osmanischen Reich.
Nach einer langen Unterbrechung wurde sie 1929 wiederbelebt und veröffentlichte neben armenischer Literatur auch Übersetzungen klassischer und moderner Autoren wie Aischylos, Baudelaire und Gabriele D’Annunzio. Während der deutschen Besatzung stellte Tschobanjan die Veröffentlichung ein, da er Repressionen fürchtete. Nach dem Zweiten Weltkrieg erschien Anahit erneut, widmete sich nun auch armenologischen Themen und ehrte Opfer des Krieges wie Missak Manouchian.
Die letzte Ausgabe erschien 1949. Tschobanjan starb 1954. Anahit gilt als eine der wichtigsten armenischsprachigen Literaturzeitschriften der Diaspora und trug maßgeblich zur Bewahrung und Förderung der armenischen Kultur in Europa bei.